# Urbano Rodrigues
Urbano Rodrigues OSE • ComSE (Santa Maria, Serpa, 9 de julho de 1888 — São Sebastião da Pedreira, Lisboa, 15 de julho de 1971) foi um dramaturgo e romancista português.

## Biografia
Nascido em Serpa, era filho do comerciante Rafael Ramudo Rodrigues, natural de Aroche (Espanha), e de Hermínia José da Palma, também natural de Serpa (freguesia de Santa Maria).
Passou em Moura a infância e parte da adolescência. Tendo o seu pai emigrado para África e depois para o Brasil, cedo se iniciou no jornalismo, como repórter. Aos 17 anos, idade com que publica a sua primeira peça de teatro, Caminho da Ventura (1905), matricula-se no Curso Superior de Letras, onde se torna amigo de Teófilo Braga. Participa na agitação e propaganda republicana e é eleito deputado, pelo Círculo de Beja, à Assembleia Constituinte de 1911.
Enquanto dramaturgo viu representadas várias das suas obras, que valem (sobretudo Maria da Graça, de 1910, em colaboração com Vítor Mendes), pela sensibilidade, pela naturalidade do diálogo e pelo pitoresco alentejano, além da intuição que demonstram da carpintaria cénica. Mas foi especialmente no romance que Urbano Rodrigues obteve os melhores resultados, fazendo a sátira do novo-riquismo burguês em A Duquesa da Baeta (1918). Certa influência de escritores franceses então em voga (como Claude Farrère, Pierre Loti, Pierre Louÿs ou Paul Morand) e do esteticismo decadentista de Gabriele D'Annunzio manifestam-se em Coração (novela, 1917), O Ídolo de Carne (1929), Cinco Aventuras Sem Importância (1934) e Viagem Através de Uns Olhos Verdes (1940). O Alentejo, que surgira já nas páginas da novela Novo Paraíso, da colectânea Sonho em Pompeia (1943), torna-se o cenário ao mesmo tempo quieto e exaltante de O Castigo de Dom João (1948), que lhe vale o Prémio Ricardo Malheiros, da Academia das Ciências de Lisboa.
Preso na Penitenciária de Lisboa durante o sidonismo, foi ainda durante a Primeira República secretário e, em seguida, chefe do gabinete de Afonso Costa. Mais tarde, já director de O Mundo, apoiou a campanha do seu amigo Manuel Teixeira Gomes à Presidência da República, e escreveu a seu respeito um curioso livro de memórias, próximo da biografia: A Vida Romanesca de Teixeira-Gomes (1946). Após o encerramento d' O Mundo, em 1926, retirou-se para o seu monte alentejano, perto de Moura.
Regressaria, contudo, ao jornalismo, como redactor principal do Diário de Notícias. Foi também colaborador nas revistas Contemporânea (1915-1926) e  Atlântida (1915-1920). 
A 23 de Dezembro de 1919 foi feito Oficial da Ordem Militar de Sant'Iago da Espada e a 14 de Junho de 1920 foi elevado a Comendador da mesma Ordem.
A 30 de outubro de 1922, casou civilmente em Lisboa com Maria da Conceição Tavares (Colares, Sintra, c. 1902 — São Sebastião da Pedreira, Lisboa, 23 de junho de 1966), doméstica, filha do proprietário Augusto Gregório Tavares e de Delfina Augusta Pires Tavares, doméstica, ambos naturais de Mação (ele da freguesia de Cardigos e ela da freguesia de Amêndoa). Os três filhos do casal (Urbano Tavares Rodrigues, Miguel Urbano Rodrigues e Jorge Tavares Rodrigues), todos eles homens de letras, passaram pelo jornalismo, sendo os dois primeiros figuras da resistência antifascista e escritores reconhecidos.
Morreu a 15 de julho de 1971, vítima de broncopneumonia, na freguesia de São Sebastião da Pedreira, em Lisboa, onde residia na Rua Tomás Ribeiro, n.º 40, 1.º esquerdo. Foi inicialmente sepultado no cemitério de Benfica, tendo sido trasladado para o cemitério do Lumiar em 1976.